# KukkoroDays
《KukkoroDays》是由qureate開發的戀愛冒險遊戲，遊戲先後於任天堂Switch和Steam等平台上發佈。故事講述男主角某天房間出現魔法陣，從魔法陣中出現了負傷的女騎士卡特爾，卡特爾在找到回家方法之前和男主角展開同居生活。

## 遊戲內容
《KukkoroDays》採取視覺小說的遊玩方式，玩家扮演的男主角房間突然出現來自異世界的女騎士卡特爾（安田奈緒子聲演），兩人以此為契機展開同居生活。玩家遊玩時需要閱覽屏幕上所顯示的文本以了解故事情節和人物之間的對話，這些文字會與人物的立繪和背景一同出现，用以表示對話的對象。角色立繪使用了E-mote技術，會隨著對話進行作出相應的表情和動作。在部分場景中會遇見代替背景和人物立繪的電腦圖像。遊戲中會在預設的段落中出現行為選項供玩家選擇，下一段文本在做出選擇前並不能夠顯示。

## 開發及發行
《KukkoroDays》由遊戲製作人臼田裕次郎主導遊戲開發，角色設定由乾和音負責，劇本由鹿島夏紀負責，遊戲使用了E-mote技術製作角色立繪。2020年4月27日，qureate發佈遊戲宣傳片預告作品於5月發行。遊戲日文名中的源於日本動漫作品中的常見橋段，高傲的女騎士被獸人等敵人捉住後通常會說的台詞（可惡，殺了我吧！）。臼田裕次郎刻意以這個經典台詞為遊戲取名，是希望引起話題，台詞象徵的場景和以日常故事為主的遊戲形成較大的反差，在日本網絡上這個標題一度成為流行話題。5月15日，遊戲在Steam正式發佈。同年7月22日，qureate表示遊戲將於8月6日移植到任天堂Switch平台上，即日起可以進行預購。遊戲的任天堂Switch版和Steam電腦版均為全年齡，電腦版可以通過安裝补丁增加色情場景。

## 評價
遊戲的角色設計獲得評價員正面的評價，評論員在秋葉原綜研摘文直言遊戲最大的賣點就是女主角卡特爾，他稱讚角色既颯爽又可愛的性格設計。INSIDE評論員認為卡特爾是日本奇幻作品中典型的高傲女騎士角色，也符合橋段中各種要素。
評論員對遊戲的劇情設計有不同的看法，Noisy Pixel主編批評故事結構過於簡單，敘事節奏過快，很難讓玩家代入其中。則表示遊戲中輕鬆日常劇情很吸引人，同時一些兩人心理活動的描述也增加了劇情的深度。

## 外部連結
- 官方网站 （日語）
- 《KukkoroDays》在視覺小說數據庫的頁面 （英文）